# Henric I de Champagne
Henric I de Champagne (d. 17 martie 1181), supranumit "cel Liberal", a fost conte de Champagne de la 1152 până la moarte. El a fost fiul cel mare al contelui Theobald al II-lea de Champagne (care era totodată și conte de Blois, ca Theobald al IV-lea) și al soției acestuia, Matilda de Carinthia.
Henric a participat la Cruciada a doua sub comanda regelui Ludovic al VII-lea al Franței. El este cel care a purtat scrisoarea adresată de Bernard de Clairvaux împăratului Manuel I Comnen al Bizanțului; de asemenea, el s-a remarcat printre nobilii care au luat parte la Conciliul de la Acre convocat de regele Balduin al III-lea al Ierusalimului la Acra în 24 iunie 1148.
La moartea tatălui său, în 1152, Henric a ales să preia moștenirea comitatului de Champagne, lăsând vechile stăpâniri ale familiei (Blois, Chartres, Sancerre și Chateaudun) fraților săi mai mici. Decizia poate să pară surprinzătoare, ținând seamă de faptul că, la vremea respectivă, celelalte teritorii erau mai bogate și mai dezvoltate. Henric trebuie să fi întrevăzut posibilitățile economice ale provinciei Champagne, dat fiind că tocmai în timpul domniei sale regiunea și-a câștigat un loc important printre cele mai bogate și puternice principate de pe teritoriul Franței.
Prin ordonanțele date de Henric I, Champagne a devenit un loc sigur de adunare pentru negustori, iar tîrgurile și bâlciurile din regiune, bucurându-se de protecția contelui, au devenit un punct nodal pentru comerțul de mare distanță.
De asemenea, curtea comitală din Troyes a devenit un recunoscut centru literar. Sccriitorul medieval Walter Map a fost printre cei care au găsit ospitalitate acolo, iar omul de știință Etienne d'Alinerre s-a numărat printre curtenii lui Henric, înainte de a deveni chiar cancelar al comitatului în 1176.
În anul 1179, Henric a plecat din nou la Ierusalim cu un grup de cavaleri francezi, printre care și rudele sale Petru I de Courtenay (fratele regelui Ludovic al VII-lea) și Filip de Dreux, episcop de Beauvais. Henric s-a întors spre Europa utilizând calea de uscat prin Asia Mică și a fost capturat de către sultanul Kilidj Arslan al II-lea, sultanul turcilor selgiucizi de Rum. Deși a fost răscumpărat de către împăratul bizantin și eliberat, Henric s-a stins din viață la puțină vreme dupp aceea.

## Familia
În 1164, Henric I s-a căsătorit cu Maria de Franța, fiica regelui Ludovic al VII-lea al Franței cu Eleanor de Aquitania.
Henric și Maria au avut patru copii:
- Scholastique de Champagne (d. 1219), căsătorită cu Guillaume al IV-lea de Macon
- Henric al II-lea (1166–1197)
- Maria de Champagne (d. 1204), căsătorită cu Balduin de Flandra, conte de Flandra și primul împărat latin de Constantinopol
- Theobald al III-lea (1179–1201)

Henric I a fost urmat de către fiul său mai mare, Henric (devenit Henric al II-lea de Champagne). După ce acesta din urmă a devenit rege al Ierusalimului, comitatul de Champagne a trecut în mâinile fratelui său, Theobald (ca Theobald al III-lea).